# Hans Joachim Wefeld
Hans Joachim „Johnny“ Wefeld (* 9. Dezember 1926; † 25. August 2001) war ein Berliner Chronist.
Vom Modellbaufähnlein kam er über das Nationalsozialistische Fliegerkorps (NSFK) zur Segelflugschulung im Berliner Umland. 1943 wurde er als Luftwaffenhelfer zur Flak beordert. Nach seiner Bewerbung als Kriegsfreiwilliger kam er zur Vorschulung auf den Raketenjäger Me 163.
Unterstützt von seiner Frau Helga erwarb er an der Technischen Fachhochschule Berlin (TFH) den Dipl.-Ing. und ab 1950 an der TU Berlin den Diplom-Kaufmann. Hier trat er, nachdem er seit 1948 Mitglied des Berliner Luftsportclub Lilienthal war, in die Akademische Fliegergruppe an der Technischen Universität Berlin ein. 15 Jahre wirkte er in leitender Position in Westberliner Unternehmen und dann 18 Jahre als Hochschullehrer für Betriebswirtschaftslehre an der TFH Berlin, an der er auch das historische Archiv der Hochschule leitete.
Wefeld war Mitglied der Akaflieg Berlin und hat als Vorstand die ersten Jahre des Vereins nach der Wiedergründung 1950 entscheidend mitgeprägt, war seit 1975 dessen Archivar und ab 1985 Vorsitzender der Altdamen- und -herrenschaft. Er wirkte mit am Aufbau und Betrieb des Segelfluggeländes Kammermark bei Pritzwalk und wurde 1997 zum Ehrenvorsitzenden des Vereines ernannt.

## Veröffentlichungen
- Wefeld: Das technische Schulwesen als Basisfaktor für die junge Industriemetropole Berlin; In: Aufsätze (1981), S. 383–390
- Christian Peter Wilhelm Beuth : ein Lebenswerk; Vortrag aus Anlaß des 200. Geburtstages geh. … zu Kleve am 14. Mai 1982
- Katalog zur Ausstellung 300 Jahre technische Schulen in Berlin: veranstaltet von d. Technischen Fachhochschule Berlin vom 22. Juli bis 5. Sept. 1987 als Beitrag zur 750-Jahr-Feier Berlins; 1987
- Wefeld: Ingenieure aus Berlin. 300 Jahre technisches Schulwesen, Haude & Spenersche Verlagsbuchhandlung, Berlin, 1988, ISBN 978-3-7759-0312-7
- Wefeld: Ostdeutsche Hochschüler am Himmel – ein Rückblick 1920–1945, Akademische Fliegergruppe Berlin, 1994
- Wefeld: Mitteldeutsche Hochschüler am Himmel – ein Rückblick 1920–1945, Akademische Fliegergruppe Berlin
- Wefeld: 75 Jahre Akaflieg Berlin. Akademische Fliegergruppe, Berlin 1995, DNB 949054607.